# Boeing Werk 2

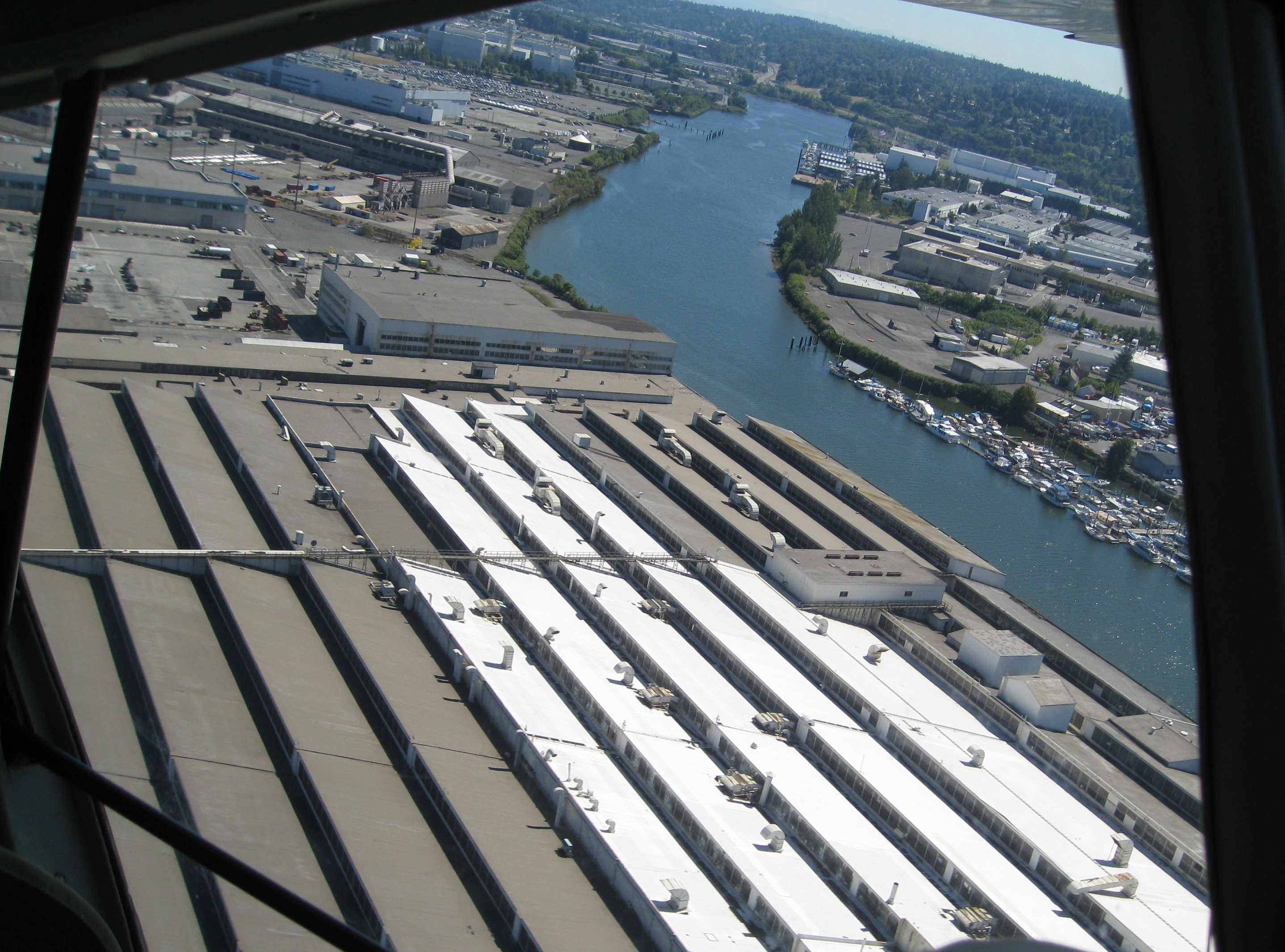
Boeing Werk 2 aus der Luft

Boeing Werk 2 (englisch Boeing Plant 2) war eine Fabrik im US-amerikanischen King County im Süden von Seattle, Bundesstaat Washington, in der zahlreiche Militärflugzeuge wie die Boeing B-17 „Flying Fortress“ gefertigt wurden. Das leerstehende und vom Einsturz bedrohte Werk wurde im Herbst 2010 abgerissen.

## Geschichte
Das Werk 2 wurde 1936 im Zeichen des New Deal auf einer Fläche von anfangs 300 × 300 Metern zwischen dem Flughafen der Stadt und dem Fluss Duwamish erbaut. Es brachte industrielle Arbeitsplätze in das von Forstwirtschaft und Fischerei geprägte Gebiet an der Pazifikküste. Im nebenan liegenden Werk 1 wurden zuvor schon Doppeldecker gefertigt. Mit dem Beginn des Zweiten Weltkriegs begann der Bau von Bombern. Über die Hälfte aller 12.731 B-17 wurden dort ebenso gebaut wie auch die ersten drei Prototypen der Boeing B-29 „Superfortress“. Später entstanden dort der Boeing B-47 „Stratojet“  und die Boeing B-52 „Stratofortress“, die aber wegen der Höhe des Seitenleitwerks kaum mehr in diesem Werk zu realisieren war. Daraufhin baute Boeing das etwa 60 Kilometer nördlich gelegene große und noch heute produzierende Werk Everett, das auch für die Boeing 747 groß genug ist. In den 1960er-Jahren baute das Werk 2 die ersten Boeing 737.
Während des Zweiten Weltkriegs stieg in den Vereinigten Staaten wie in den anderen kriegsführenden Staaten die Frauenerwerbsquote und auch für schwere körperliche Arbeiten standen nicht genügend Männer zur Verfügung; im Werk arbeiteten bis zu 50 Prozent Frauen, was durch die Werbekampagne Rosie the Riveter (deutsch Rosie die Nieterin) bekannt wurde.
Zum Schutz gegen japanische Luftangriffe wurde das Werk im Zweiten Weltkrieg als Wohngebiet getarnt: auf das Fabrikdach wurden Häuser aus Sperrholz gebaut und mit Farbe Straßen und Vorgärten aufgemalt.

## Der Boeing-Komplex heute
Heute gibt es den Flughafen Boeing Field (der ältere, kleinere und stadtnähere der Flughäfen der Stadt) und an seiner Südwestseite ein großes Vorfeld, auf dem das Modell Boeing 737 für die Käufer bereitgestellt wird. Daneben gibt es das private Museum of Flight.